# フェルナンド・メサ
フェルナンド・メサ（Fernando Meza、1990年3月21日 - ）は、アルゼンチン出身のプロサッカー選手。ポジションはDF。スーペルリーガ・アルヘンティーナ・AAアルヘンティノス・ジュニアーズ所属。

## クラブ経歴
CAサン・ロレンソ・デ・アルマグロの下部組織で育成され、2008年11月2日のボカ・ジュニアーズ戦でトップチームデビューを果たした。
2013-14シーズンはクラブ・オリンポにレンタル移籍。2014-15シーズンはチリのCAサン・マルコスにレンタル移籍。
2015-16シーズン、CDパレスティーノに完全移籍。
2016年6月10日、移籍金67万ドルでメキシコのクルブ・ネカクサに完全移籍。
2017年1月27日、移籍金50万ドルでチリのCSDコロコロに完全移籍。
2019年1月、古巣クルブ・ネカクサに再加入。
2020年1月、メジャーリーグサッカーのアトランタ・ユナイテッドFCに加入。
2021年2月18日、デフェンサ・イ・フスティシアにレンタル移籍。
2021年7月23日、クルブ・ネカクサに復帰。
2023年1月8日、CDパレスティーノに復帰。

## 代表歴
韓国で開催された2007 FIFA U-17ワールドカップではアルゼンチン代表チームのキャプテンを務めた。大会を通じて5試合に出場し、1ゴールを決めた。
2009年には南米ユース選手権に参加した。

## タイトル

### クラブ
CSDコロコロ
- プリメーラ・ディビシオン: 2017
- スーペルコパ・デ・チレ: 2017